# Tethya citrina
Espèce
Le Citron de mer (Tethya citrina) ou Orange de mer de Manche-Atlantique est une espèce de spongiaire de la famille des Tethyidés.

## Description
Tethya citrina se présente sous la forme d'une masse sphérique de 2 à 10 cm de diamètre. Elle est de couleur majoritairement orange mais tire souvent vers le jaune plus ou moins pâle voire le blanchâtre.

## Écologie et comportement

### Alimentation
Tethya citrina est un microphage suspensivore.

### Reproduction
Tethya citrina se reproduit à la fois par reproduction sexuée et multiplication asexuée.
En période de reproduction, la surface est couverte tubercules pédonculés plus ou moins sphériques. 

## Habitat et répartition
Tethya citrina est une espèce marine. Elle est présente en Manche (mer), Mer du Nord, et dans l'Atlantique Nord. Elle est également signalée en Méditerranée mais y est beaucoup plus rare.
Tethya citrina se fixe dans des zones ombragées sur des substrat rigide tel que les rochers ou sur les parois des grottes.  Il est présent depuis la surface jusqu’à environ 130 mètres de profondeur.

### Description originale
- (it) Michele Sarà et Nicola Melone, « Una nuova specie del genere Tethya, Tethya citrina sp. n. dal Mediterraneo (Porifera Demospongiae) », Attidella Società Peloritana di Scienze Fisiche, Matematiche e Naturali, no 11 (Supplement),‎ 1965, p. 123-138 (lire en ligne)